# Gen Con
Gen Con è una delle più grandi ed importanti fiere del Nord America dedicate a giochi di ruolo, di carte, wargame e giochi di ruolo dal vivo. È presente anche una sezione dedicata ai videogiochi. I partecipanti si dedicano a una varietà di tornei e di sessioni di gioco.
Gen Con 2013 ha richiamato oltre 49.000 visitatori rendendola di dimensioni simile a E3 e Dragon Con (50.000+), ma minore di FanExpo's Game Expo (70.000+).
La Gen Con fu fondata nel 1968 come convention di wargame organizzata da Gary Gygax. Inizialmente si tenne a Lake Geneva, ma tra il 1972 e il 1984 cambiò regolarmente sede prima di stabilirsi a Milwaukee (Wisconsin) nel 1985. Nel 2003 fu trasferita e divisa in due manifestazioni, Gen Con Indy, ad Indianapolis, nell'Indiana, e Gen Con SoCal, ad Anaheim, in California. Nel 2006 Gen Con SoCal fu sospesa. Manifestazioni con il marchio "Gen Con" sono state tenute nel Regno Unito in varie località, ed anche in Francia (Gen Con Paris, nell'aprile 2006) e in Australia (Gen Con Oz tra il 2008 e il 2010).
Il nome della convention deriva dalla sua prima sede a Lake Geneva (è un'abbreviazione di "Geneva Convention"), a casa di Gary Gygax. Il nome è anche un gioco di parole sulle Convenzioni di Ginevra, "Geneva Conventions" in inglese, dato che queste sono una serie di trattati internazionali di guerra e le prime Gen Con riguardavano principalmente giochi di guerra.
Nel 1976 divenne di proprietà della TSR, la compagnia cofondata da Gygax, in 1976. Nel 1997 la proprietà passò di proprietà alla Wizards of the Coast insieme all'acquisizione della TSR e quindi alla Hasbro. Nel 2002 la Hasbro la vendette a Peter Adkison, il fondatore e precedente CEO della Wizards of the Coast.
Durante la manifestazione vengono consegnati gli EN World RPG Awards (ENnies), un premio dedicato ai giochi di ruolo gestito da EN World, un sito internet che diffonde costantemente notizie riguardanti i giochi d20 System.

## Storia

### Primi anni
La International Federation of Wargaming (IFW) ospitò una serie di piccole convention regolari nei mesi successivi alla sua fondazione nel 1967, tra cui, in agosto, una prima convention annuale di club a Malvern (Pennsylvania). Alcuni giocatori dell'area di Chicago che non avevano potuto recarsi a Malvern si ritrovarono quello stesso fine settimana per un raduno informale a casa di Gary Gygax a Lake Geneva, che retroattivamente fu battezzato "Gen Con 0". L'anno successivo Gygax affittò l'Horticultural Hall per la Lake Geneva Wargames Convention (ribattezzata retroattivamente "Gen Con 1") sponsorizzata dall'IFW La IFW, di cui Gygax era un cofondatore versò 35$ dei 50$ richiesti dalla Horticultural Hall Parteciparono circa 100 persone. Alla seconda Gen Con nell'agosto 1969, Gygax conobbe Rob Kuntz e Dave Arneson Gli eventi principali dell'epoca erano i giochi da tavolo e il wargame tridimensionale.
A partire dal 1971 Gen Con fu cosponsorizzata dalla TSR.

### TSR
Nella decade seguente l'evento crebbe di dimensioni e fu ospitato in una varietà di locazioni del Wisconsin meridionale, tra cui l'American Legion Hall in appoggio alla Horticultural Hall, il George Williams College a Williams Bay e il Lake Geneva Playboy Resort sul Lake Geneva. A partire dal 1978 la convention si svolse nel campus dell'University of Wisconsin–Parkside a Kenosha.
A partire dal 1975 la Gen Con fu gestita dalla TSR la casa editrice originale del gioco di ruolo Dungeons & Dragons cofondata da Gary Gygax. Nel 1976 e 1977 furono tenute due Gen Con West in California, dal 1978 al 1984 una Gen Con South annuale a Jacksonville, una Gen Con East I nel 1981 al Cherry Hill Inn a Cherry Hill e una Gen Con East II nel 1982 al Widener College, a Chester.
Una prima partita dimostrativa di D&D ancora in corso di sviluppo si tenne già alla Gen Con V nel 1973 e a partire già dal 1976 divenne uno dei giochi principali giocati alla convention. Il primo torneo D&D Open fu tenuto alla Gen Con VIII nel 1975 con un'avventura scritta da Robert Kuntz intitolata Sunken City I primi ospiti speciali furono gli scrittori di Fritz Leiber e Harry Fischer alla Gen Con IX nel 1976. Steve Jackson e Ian Livingstone fondatori della Games Workshop, all'epoca l'importatrice dei prodotti della TSR in Inghilterra, visitarono la Gen Con IX facendo autostop lungo tutti gli Stati Uniti

### MECCA
Alla ricerca di spazi più ampi la Gen Con si trasferì nel 1985 al Milwaukee Exposition & Convention Center & Arena (noto come MECCA) a Milwaukee. I partecipanti crebbero costantemente da 5.000 ingressi paganti nel 1985 fino a un picco di 30.000 nel 1995, rendendo la Gen Con il principale evento per l'industria del gioco di ruolo. Nel 1992, Gen Con ruppe tutti i record precedenti per una convention di giochi negli Stati Uniti con un totale di più di 18.000 partecipanti. Per un breve periodo la Gen Con si unì al suo principale competitore, la Origins Game Fair, e le due fiere furono tenute come un unico evento nel 1988. La Wizards of the Coast presentò il primo gioco di carte collezionabile, Magic: The Gathering, alla Gen Con nell'agosto 1993 e il gioco si dimostrò immediatamente popolare vendendo tutta la scorta di 2,5 milioni di carte programmate per durare fino alla fine dell'anno. Alla conseguente mania per i giochi di carte collezionabili è attribuito il merito delle presenze extra che generarono il record di presenze del 1995.

### Wizards of the Coast
Wizards of the Coast acquistò la TSR in 1997 e venne a sua volta acquistata dalla Hasbro nel 1999. La Gen Con si trasferì al Midwest Express Center (MEC, ora il Midwest Airlines Center) nel 1998. Nel novembre 1999 La Wizards annunciò che la Gen Con avrebbe lasciato Milwaukee dopo la convention del 2002. Peter Adkison, fondatore ed ex-ceo della Wizards of the Coast acquistò la Gen Con dalla Hasbro nel maggio 2002 e lo stesso mese formò la Gen Con LLC per gestire la convention.

### Indianapolis

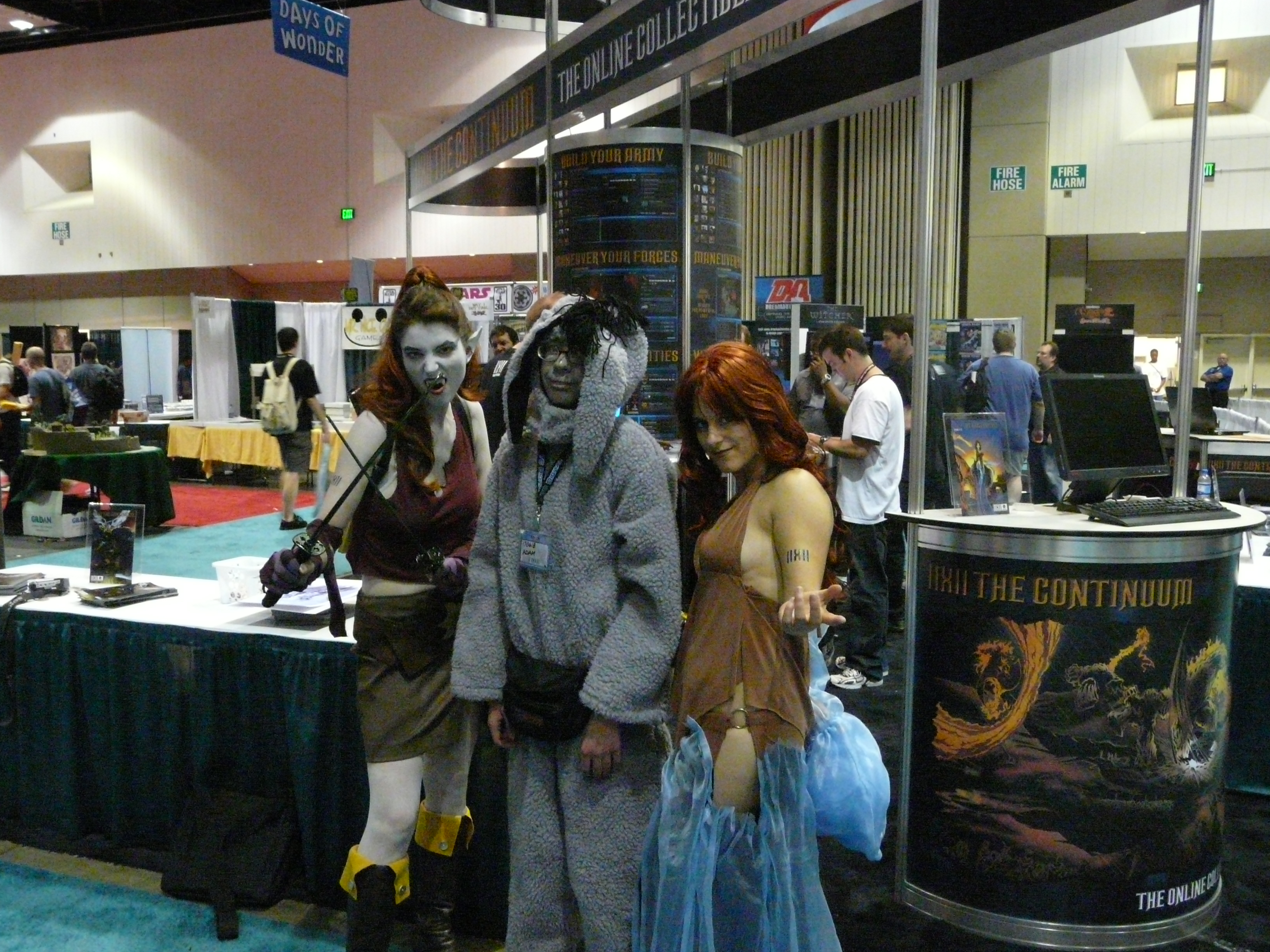
Cosplay a Gen Con Indy 2008

La convention si trasferì ad Indianapolis nel 2003. Peter Adkison attribuì la mossa alla mancanza di spazio negli hotel, in un centro congressi più compatto, con un 40% in più di spazi e agli ascensori frequentemente guasti a Milwaukee.
Nel 2003 Gen Con fu divisa in due convention: Gen Con Indy (in Indianapolis, Indiana) e Gen Con SoCal (in Anaheim, California). Gen Con Indy fu la maggiore delle due con un pubblico di circa 25.000 persone in un anno, dello stesso livello delle convention di Milwaukee degli anni novanta e dell'inizio del 2000. Si svolge all'Indiana Convention Center. La Wizards of the Coast partecipò alle celebrazioni per il trentesimo anniversario di Dungeons & Dragons alla Gen Con Indy 2004. Nel 2005 Gen Con Indy generò le maggiori spese dirette per visitatore di ogni altra convention annuale di Indianapolis.
Gen Con SoCal fu più piccola, con un pubblico di circa 6.300 partecipanti nel 2005 era la terza più grande conferenza di giochi nel Nord America. Il 26 gennaio 2007 Gen Con So Cal fu cancellata.

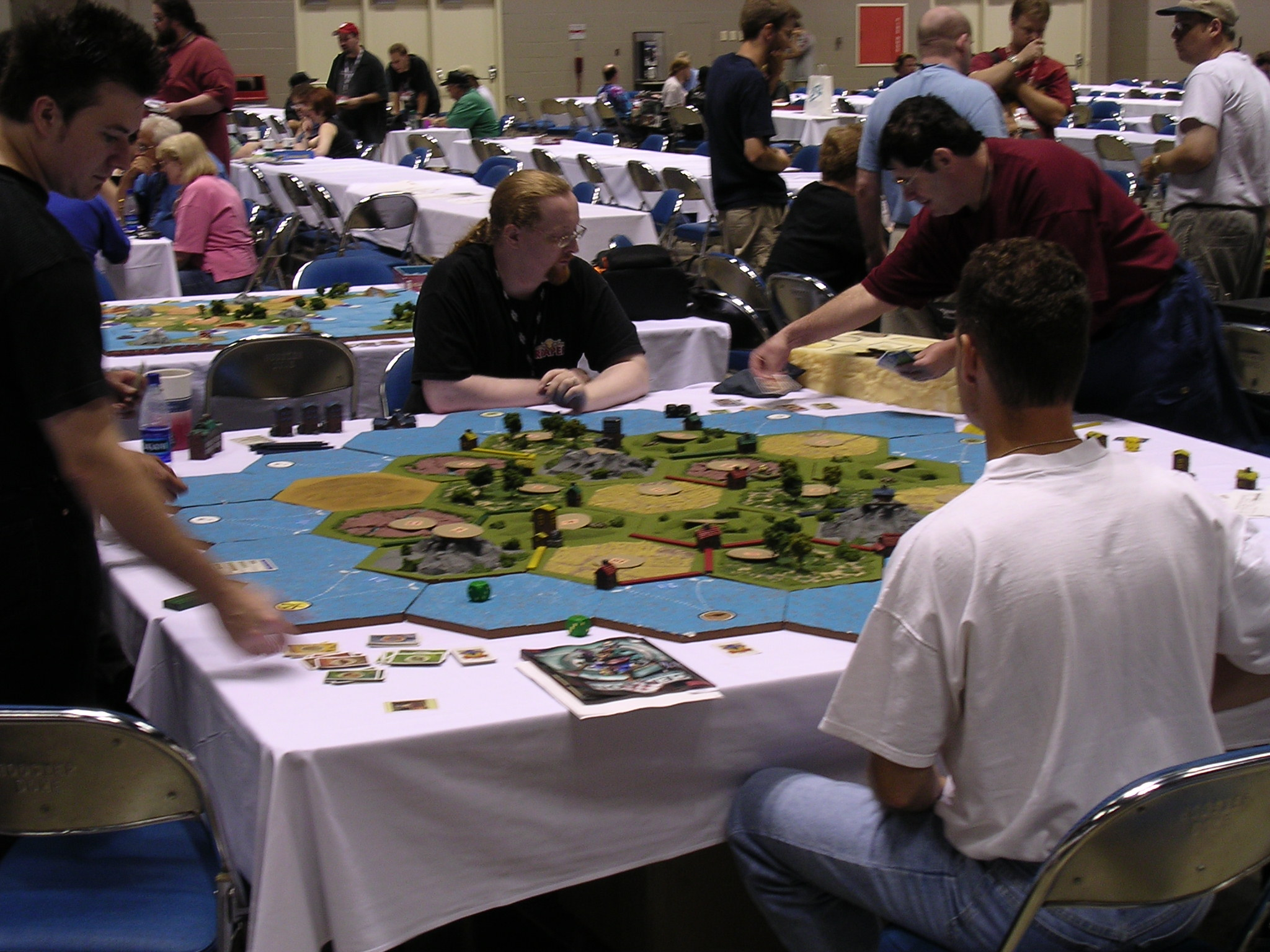
Una partita di I coloni di Catan a Gen Con Indy 2003

Sulla scia della riduzione dell'E3 a metà del 2006, la Gen Con annunciò che avrebbe messo a disposizione spazi maggiori per i videogiochi, descrivendo le sue intenzioni come "proseguire da dove E3 ha abbandonato", nonostante che nel 2003 Adkison aveva dichiarato che non voleva che la Gen Con diventasse una "mini E3".
Il 10 gennaio 2008 la Lucasfilm intentò causa alla Gen Con per rottura dei termini contrattuali e ingiusto arricchimento riguardo alla gestione della Celebration IV, una convention tenuta nel 2006 e gestita dalla Gen Con LLC, accusandola anche di non aver consegnato il denaro ottenuto da un'asta di beneficenza tenuta durante l'evento alla Make-A-Wish Foundation. Poco dopo la Gen Con intentò a sua volta una causa, affermando che la Lucasfilm non aveva niente su cui basarsi per le sue accuse e che era in debito con la Gen Con. Il 15 febbraio 2008 la Gen Con LLC annunciò che dichiarava bancarotta sotto la protezione del Capitolo 11, citando "significative spese impreviste associate con ... eventi licenziati esternamente". In conseguenza di ciò la causa legale della Lucasfilm fu ritardata fino al 19 novembre 208. Gen Con Indy 2008 fu comunque tenuta come da programma.
Il 20 novembre 2008 fu presentata alla corte una lettera di intenti per l'acquisto delle proprietà della Gen Con, secondo la quale una compagnia da formarsi, chiamata Gen Con Acquisition Group, si proponeva di acquistare la Gen Con ad un prezzo pari alla sua quota di indebitamento. Adrian Swartout, presidente di Gen Con, descrisse la lettera come "sospettosamente criptica", concludendo che l'offerta "non è nei migliori interessi dei nostri creditori." Gen Con rifiutò il tentativo di acquisto e la corte permise alla Gen Con di uscire dalla gestione controllata del capitolo 11 nel gennaio 2009.

### All'estero
Negli anni novanta Gen Con tentò di espandersi in Europa, incontrando solo un parziale successo. La prima Gen Con europea fu tenuta a Camber Sands, Inghilterra dal 1990 al 1996 (European Gen Con) e successivamente in altre località, mentre una Gen Con Barcelona fu tenuta regolarmente in Spagna dal 1994 al 1996. European Gen Con fu tenuta ancora in Inghilterra nel 1997 e in Belgio nel 1998. Nel 1999 ci furono Gen Con UK in Inghilterra, Gen Con Barcelona e Gen Con Europe in Belgio. Nel 2000 vi fu solo Gen Con UK, tenuta presso la Manchester University. Nel 2001, Gen Con UK si trasferì a Londra dove fu tenuta fino al 2003.
Comunque dopo i primi due anni di gestione diretta di Gen Con Europe con poco successo, Adkison decise di ridurre gli sforzi e concentrarsi sulle edizioni statunitensi. Nel 2004 fu concesso il marchio in licenza per gruppi che crearono le franchise per Gen Con Barcelona e Gen Con Europe. All'inizio del 2006 la Gen Con annunciò che avrebbe gestito una nuova Gen Con Europe ufficiale a Parigi, che fu tenuta il 21-23 aprile con una partecipazione di 4.000 persone. La convention fu ripetuta a Parigi nel 2007.
Nel luglio 2008 e nel settembre 2009 fu tenuta una Gen Con in Australia a Brisbane. Una terza edizione programmata nel 2010 fu cancellata.

## Eventi

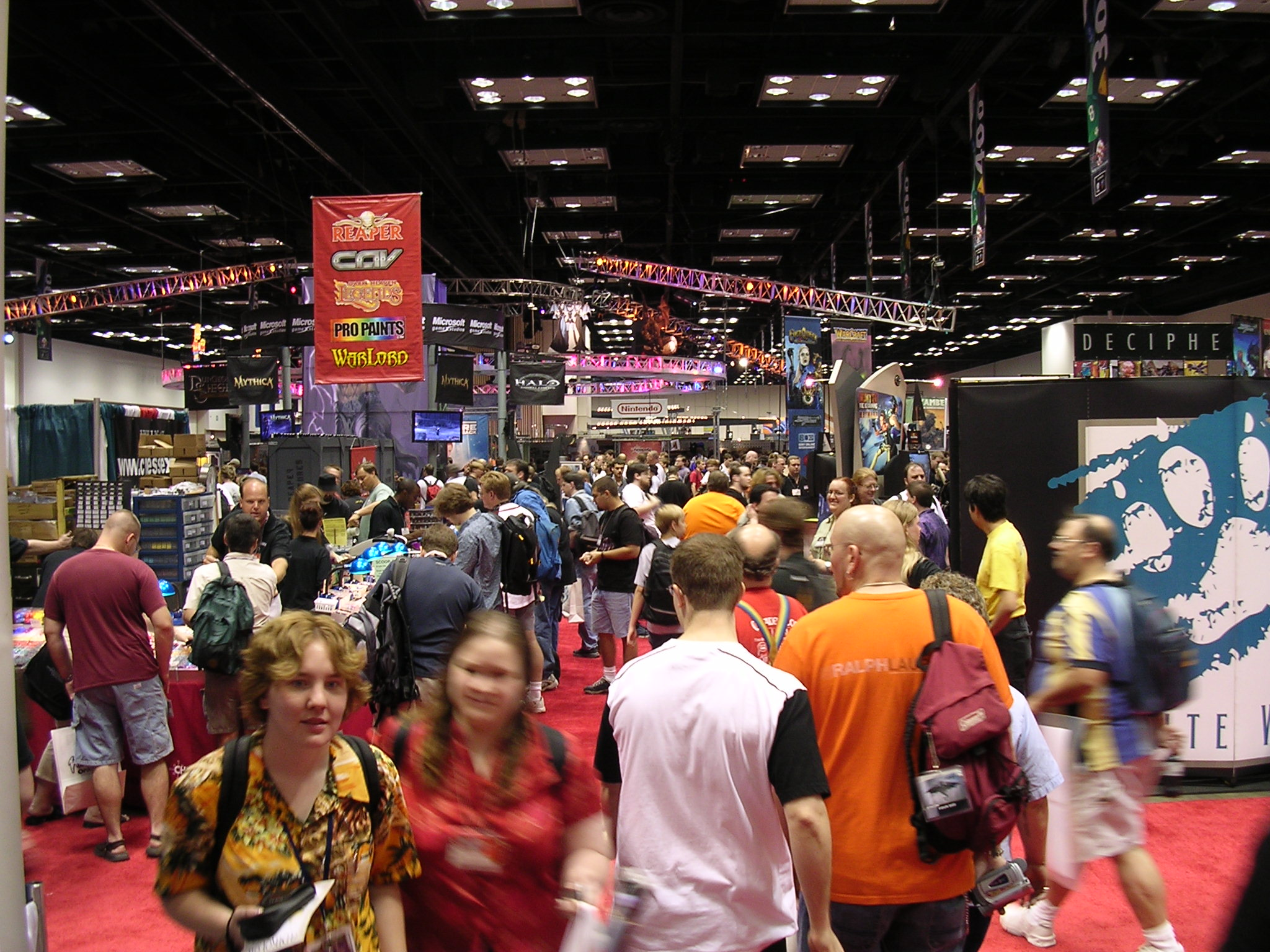
The Gen Con Indy 2003 exhibit hall

La convention è caratterizzata da un grande salone con stand di editori, artisti e altre attività correlate al gioco. Statisticamente i partecipanti sono uomini tra i 20 e i 39 anni che guadagnano almeno 50.000 $ all'anno e durante la manifestazione acquista beni per almeno 100$.
La convention offre spazi per una serie di tornei e dimostrazioni di giochi. L'unico a essere stato programmato ogni anno fin da Gen Con I è Fight in the Skies, (successivamente ribattezzato Dawn Patrol), introdotto per la prima volta dall'autore Mike Carr nel 1968.
La RPGA (Role-Playing Game Association) gestisce dal 1981 eventi di giochi di ruolo, suddivisi in varie categorie. La maggior parte di questi sono giochi definiti come "living", cioè i personaggi creati dai giocatori persistono da un evento all'altro. Tra i tornei gestiti uno dei principali è la D&D Championship Series (precedentemente nota come D&D Open Championship) è un torneo di Dungeons & Dragons composto da una serie di avventure che si tiene dal 1977. Per ogni sessione di gioco completata viene assegnato un punteggio basato sul progresso del gruppo. I gruppi con il punteggio maggiore giocano l'avventura successiva, ciò enfatizza la rapida risoluzione delle sfide e l'avanzamento nel modulo. Alcune delle avventure del torneo furono successivamente pubblicate come moduli, per esempio il primo torneo fu pubblicato come Vault of the Drow (Gary Gygax, 1978), quello del 1980 divenne la serie Assault on the Aerie of the Slave Lords (Allen Hammack, 1981), quella del 2004 Shards of Eberron fu pubblicata su Dragons. 

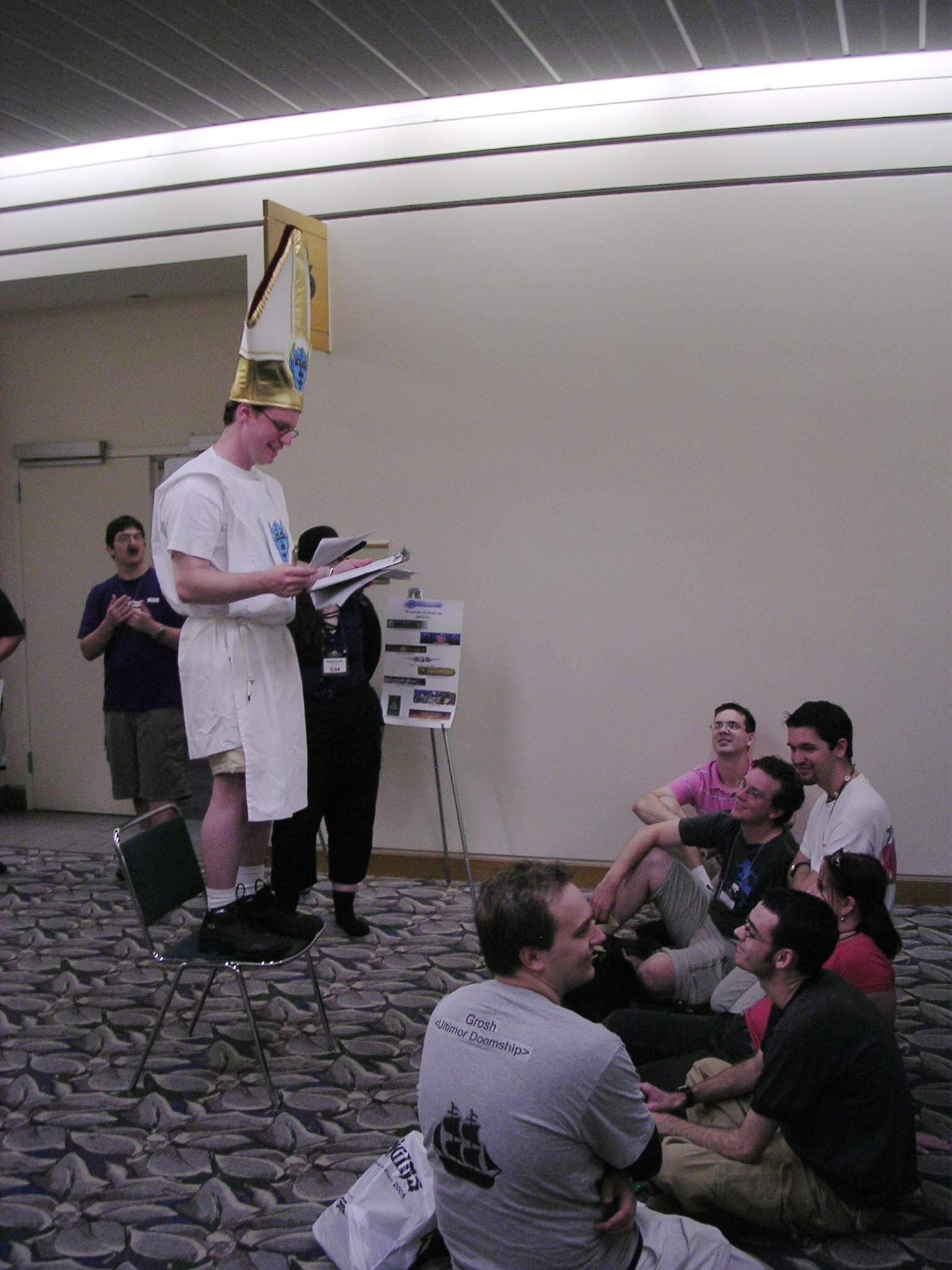
Tom Lommel organizing players for a NASCRAG event at Gen Con Indy 2005

In seguito all'insoddisfazione per la mancanza di posti disponibili per partecipare al D&D Championship Series un gruppo di giocatori (nominatosi in seguito NASCRAG) decise di gestire un torneo alternativo che si tiene regolarmente dal 1980.

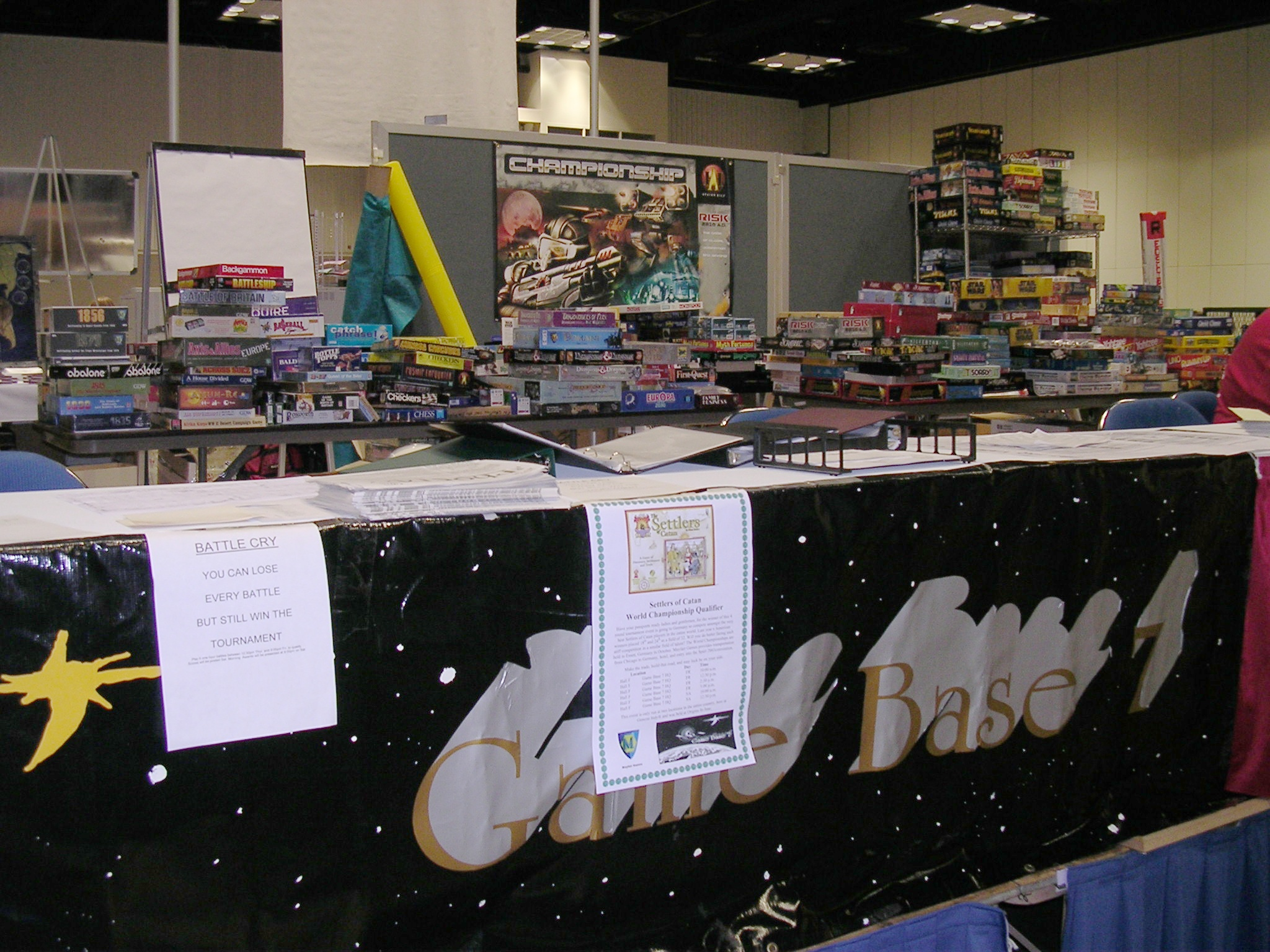
The Game Base 7 games library from the 2003 Gen Con Indy

A partire dal 1987 è disponibile una ludoteca dalla quale i visitatori della convention possono prendere giochi in prestito.
Il Klingon Jail and Bail sono un gruppo di persone travestite come gli alieni klingon di Star Trek. Per una donazione a un ente di beneficenza "arrestano" e trattengono per un breve periodo un altro partecipante alla convention. Il gruppo Jail and Bail è comparso per la prima volta alla Gen Con nel 1993.

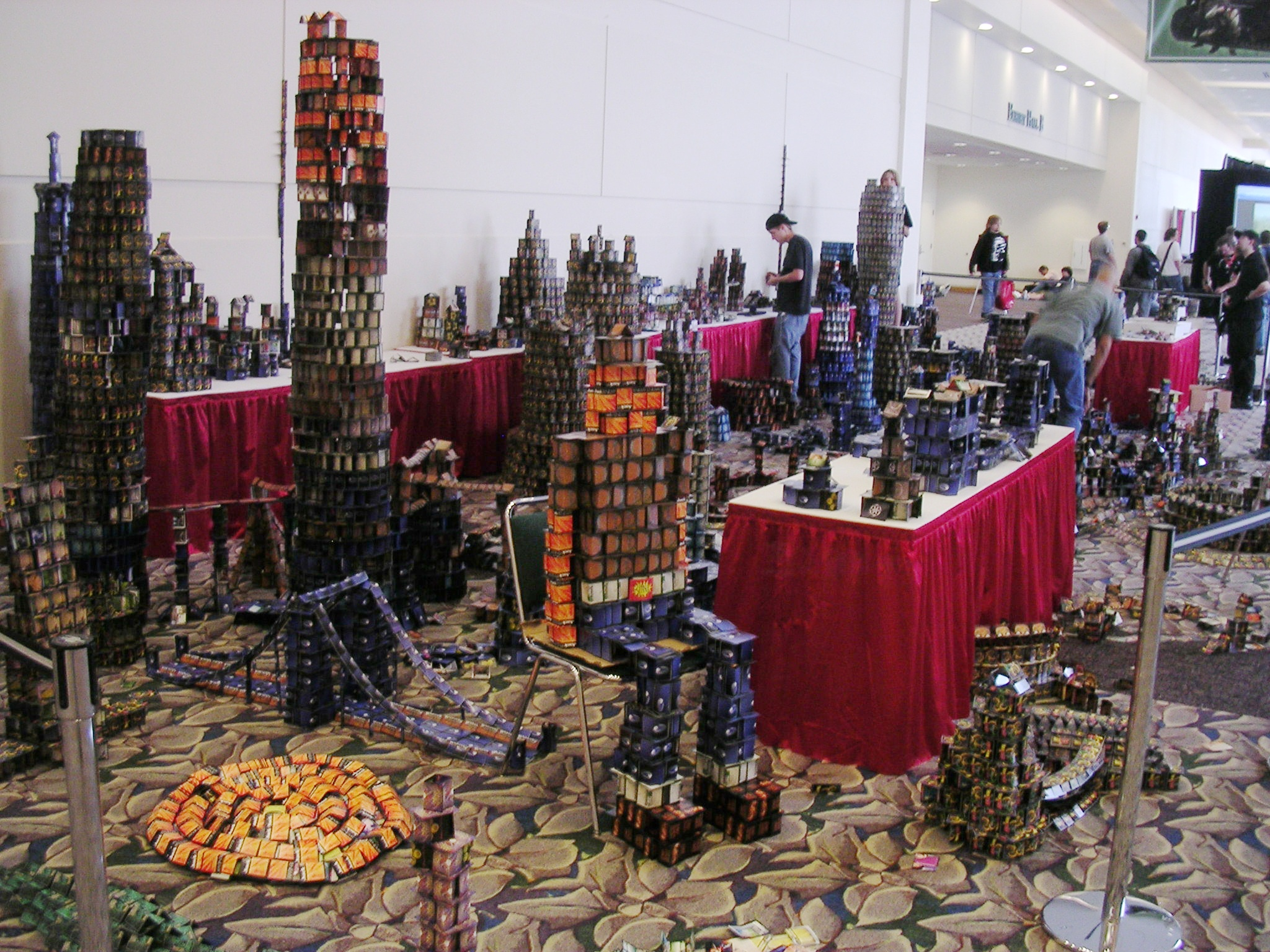
Cardhalla at Gen Con 2005

Gen Con ha presentato diversi eventi per raccogliere fondi per diverse attività di beneficenza. Tra questi Cardhalla, in cui le carte donate sono usate per costruire una grossa città che i visitatori sono invitati a distruggere tirando monete. Le monete vengono poi raccolte e donate a un ente. Cardhalla è stato tenuto per la prima volta nel 1999.
Durante la Gen Con si tiene dal 2002 la cerimonia di consegna degli EN World RPG Awards (ENnies), un premio dedicato ai giochi di ruolo organizzato da EN World, un sito di notizie dedicate a D&D/d20 System.
True Dungeon è un immersivo Dungeon crawl che si tiene a Gen Con dal 2003. Presenta una serie di puzzle e scenari progettati per ricreare l'ambiente di una sessione di Dungeons & Dragons. Enfatizza il lavoro di squadra, il pensiero creativo e la capacità di risolvere problemi. Diversamente da un gioco di ruolo dal vivo tradizionale non richiede di rimanere in personaggio durante il gioco.
La Gen Con Costume Contest viene tenuta il sabato sera e presenta diverse categorie (fantascienza, storia e fantasy, talenti, anime e bambini). L'evento include una parata in costume lungo le sale della convention, così come spettacoli e intermezzi durante la gara.
Numerosi giochi sono stati pubblicati o annunciati alla convention. I piani per aggiornare D&D con una terza edizione furono annunciati alla Gen Con 1999, durante le celebrazioni per il suo 25º anniversario e il gioco debuttò alla Gen Con 2000 l'anno seguente con la pubblicazione del nuovo Player's Handbook, la quarta edizione fu annunciata a Gen Con Indy 2007. Il concetto per Vampiri: la masquerade fu ideato da Mark Rein·Hagen mentre si stava recando alla Gen Con 1990 e il Nuovo mondo delle tenebre debuttò a un party tenuto durante Gen Con 2004. A partire dalla Gen Con 2007 è stato aggiunto un Trade Day dedicato ai professionisti dell'industria del gioco (editori, rivenditori, negozianti, ecc...) questo si svolge il giovedì prima dell'apertura al pubblico generale.

## Cronologia

Grafico del numero di partecipanti alla Gen Con, basato sui dati della tabelle che seguono.

### 1967–2002: Gen Con
| Evento                 | Data              | Località                                                            | Stima dei partecipanti | Note |
| ---------------------- | ----------------- | ------------------------------------------------------------------- | ---------------------- | --- |
| "Gen Con 0"            | Agosto 1967       | Gary Gygax's Home Lake Geneva, Wisconsin                            | 12                     | Riunione informale |
| Gen Con I              | 24 agosto 1968    | Horticultural Hall Lake Geneva, Wisconsin                           | 96                     | Primo anno ufficiale di Gen Con                                                                                            |
| Gen Con II             | 23-24 agosto 1969 | Horticultural Hall Lake Geneva, Wisconsin                           | 187                    | Prima gen con di due giorni                                                                                                |
| Gen Con III            | 22-23 agosto 1970 | Horticultural Hall/Guild Hall Lake Geneva, Wisconsin                | 250                    | |
| Gen Con IV             | 21–22 agosto 1971 | Horticultural Hall/Guild Hall/Legion Hall Lake Geneva, Wisconsin    | 300                    | |
| Gen Con V              | 19–20 agosto 1972 | George Williams College Williams Bay (Wisconsin)                    | 200                    | |
| Gen Con VI             | 18–19 agosto 1973 | Horticultural Hall/Guild Hall/Legion Hall Lake Geneva, Wisconsin    | 300                    | Fondata la TSR |
| Gen Con VII            | 23–25 agosto 1974 | Horticultural Hall/Guild Hall/Legion Hall Lake Geneva, Wisconsin    | 350                    | Pubblicato Dungeons & Dragons                                                                                              |
| Gen Con VIII           | 22–24 agosto 1975 | Horticultural Hall/Guild Hall/Legion Hall Lake Geneva, Wisconsin    | 900                    | |
| Gen Con IX             | 20–22 agosto 1976 | Horticultural Hall/Guild Hall/Legion Hall Lake Geneva, Wisconsin    | 1.300                  | La TSR assume la proprietà della convention                                                                                |
| Gen Con X              | 18–21 agosto 1977 | Playboy Resort/Horticultural Hall/Guild Hall Lake Geneva, Wisconsin | 2.300                  | |
| Gen Con XI             | 17–20 agosto 1978 | University of Wisconsin–Parkside Kenosha, Wisconsin                 | 2.000                  | Trasferita a Parkside |
| Gen Con XII            | 16–19 agosto 1979 | University of Wisconsin–Parkside                                    |                        | |
| Gen Con XIII           | 21–24 agosto 1980 | University of Wisconsin–Parkside Kenosha, Wisconsin                 | 4.500                  | |
| Gen Con XIV            | 13–16 agosto 1981 | University of Wisconsin–Parkside Kenosha, Wisconsin                 | 5.000                  | |
| Gen Con XV             | 19–22 agosto 1982 | University of Wisconsin–Parkside Kenosha, Wisconsin                 |                        | |
| Gen Con XVI            | 18–21 agosto 1983 | University of Wisconsin–Parkside Kenosha, Wisconsin                 |                        | |
| Gen Con 17             | 16–19 agosto 1984 | University of Wisconsin–Parkside Kenosha, Wisconsin                 | 3.600                  | |
| Gen Con 18             | 22–25 agosto 1985 | MECCA, Milwaukee, Wisconsin                                         | 5.000                  | Trasferita al MECCA |
| Gen Con 19             | 14–17 agosto 1986 | MECCA, Milwaukee, Wisconsin                                         | 5.000                  | |
| Gen Con 20             | 20–23 agosto 1987 | MECCA Milwaukee, Wisconsin                                          |                        | Ventennale della Gen Con                                                                                                   |
| Gen Con 21/Origins     | 18–21 agosto 1988 | MECCA, Milwaukee, Wisconsin                                         |                        | Gen Con e Origins furono gestite come una singola convention                                                               |
| Gen Con '89            | 10–13 agosto 1989 | MECCA, Milwaukee, Wisconsin                                         | >10.000                | |
| Gen Con '90            | 9–12 agosto 1990  | MECCA, Milwaukee, Wisconsin                                         | >12.000                | |
| Gen Con '91            | 8-11 agosto 1991  | MECCA, Milwaukee, Wisconsin                                         | >15.000                | |
| Gen Con/Origins '92    | 20–23 agosto 1992 | MECCA, Milwaukee, Wisconsin                                         | >18.000                | Venticinquennale della Gen Con. Gen Con e Origins sono gestite come una singola convention quest'anno                      |
| Gen Con '93            | 19–22 agosto 1993 | MECCA, Milwaukee, Wisconsin                                         | 20.000                 | |
| Gen Con '94            | 18–21 agosto 1994 | MECCA, Milwaukee, Wisconsin                                         | >25.000                | |
| Gen Con '95            | 10–13 agosto 1995 | MECCA, Milwaukee, Wisconsin                                         | 30.000                 | |
| Gen Con '96            | 8-11 agosto 1996  | MECCA, Milwaukee, Wisconsin                                         | 27.000                 | |
| 1997 Gen Con Game Fair | 7-10 agosto 1997  | MECCA, Milwaukee, Wisconsin                                         | 27.000                 | Wizards of the Coast acquista la TSR ottenendo il controllo daella Gen Con. Trentesimo anniversario della Gen Con.         |
| 1998 Gen Con Game Fair | 6-9 agosto 1998   | MEC (Midwest Express Center), Milwaukee, Wisconsin                  | >19.000                | Trasferiti al MEC |
| 1999 Gen Con Game Fair | 5-8 agosto 1999   | MEC, Milwaukee, Wisconsin                                           | >22.000                | La Hasbro acquista la Wizards of the Coast e diventa la proprietaria della Gen Con.                                        |
| 2000 Gen Con Game Fair | 10–13 agosto 2000 | MEC, Milwaukee, Wisconsin                                           | 21.000 (projected)     | |
| 2001 Gen Con Game Fair | 2-5 agosto 2001   | MEC, Milwaukee, Wisconsin                                           | >25.000                | |
| 2002 Gen Con Game Fair | 8-11 agosto 2002  | MEC, Milwaukee, Wisconsin                                           | 23.000                 | Ultimo anno della Gen Con in Wisconsin, 35º anniversario della convention. Peter Adkison acquista la Gen Con dalla Hasbro. |

### 1976–1977: Gen Con West
| Evento          | Data               | Località                           | Stima dei partecipanti | Note |
| --------------- | ------------------ | ---------------------------------- | ---------------------- | ---- |
| Gen Con West    | 4-6 settembre 1976 | McCabe Hall, San Jose, California  |                        |      |
| Gen Con West 77 | 3–5 settembre 1977 | Villa Hotel, San Mateo, California |                        |      |
| Gen Con West 78 | 2–4 settembre 1978 | Villa Hotel, San Mateo, California |                        |      |

### 1978–1984: Gen Con South
| Evento        | Data                | Località                                                          | Stima dei partecipanti | Note |
| ------------- | ------------------- | ----------------------------------------------------------------- | ---------------------- | ---- |
| Gen Con South | 9-11 febbraio 1978  | Robert Meyer Hotel, Jacksonville, Florida                         |                        |      |
| Gen Con South | 17–19 febbraio 1979 | JAX Hilton, Jacksonville, Florida                                 |                        |      |
| Gen Con South | 15–17 febbraio 1980 | Ramada Inn, Jacksonville Beach, Florida                           |                        |      |
| Gen Con South | 6–9 febbraio 1981   | Ramada Inn, Jacksonville Beach, Florida                           |                        |      |
| Gen Con South | 5–7 febbraio 1982   | Jacksonville Beach Convention Center, Jacksonville Beach, Florida |                        |      |
| Gen Con South | 11–13 marzo 1983    | Thunderbird Resort, Jacksonville, Florida                         |                        |      |
| Gen Con South | 16–18 marzo 1984    | Thunderbird Resort, Jacksonville Florida                          |                        |      |

### 1981–1982: Gen Con East
| Evento          | Data              | Località                                 | Stima dei partecipanti | Note |
| --------------- | ----------------- | ---------------------------------------- | ---------------------- | ---- |
| Gen Con East I  | 23-26 giugno 1981 | Cherry Hill Inn, Cherry Hill, New Jersey |                        |      |
| Gen Con East II | 17–20 giugno 1982 | Widener College, Chester, Pennsylvania   |                        |      |

### 1990–2008: European Gen Con
| Evento                | Data                          | Località                                                     | Stima dei partecipanti | Note |
| --------------------- | ----------------------------- | ------------------------------------------------------------ | ---------------------- | ---- |
| European Gen Con      | 30 novembre - 2 dicembre 1990 | Holiday Club Pontin's Camber Sands, East Sussex, Inghilterra |                        |      |
| European Gen Con 1991 | 15-17 novembre 1991           | Holiday Club Pontin's Camber Sands, East Sussex, Inghilterra |                        |      |
| European Gen Con 1992 | 13-15 novembre 1992           | Holiday Club Pontin's Camber Sands, East Sussex, Inghilterra |                        |      |
| European Gen Con 1993 | 11-14 novembre 1993           | Holiday Club Pontin's Camber Sands, East Sussex, Inghilterra |                        |      |
| European Gen Con 1994 | 12-15 maggio 1994             | Holiday Club Pontin's Camber Sands, East Sussex, Inghilterra |                        |      |
| European Gen Con 1995 | 27-30 aprile 1995             | Holiday Club Pontin's Camber Sands, East Sussex, Inghilterra |                        |      |
| European Gen Con 1996 | 5-8 settembre 1996            | Loughborough University, Leicestershire, Inghilterra         |                        |      |
| European Gen Con 1997 | 28–31 agosto 1997             | Loughborough University, Leicestershire, Inghilterra         |                        |      |
| Gen Con Europe        | July 31 – Aug 1 1999          | Bouwcentrum, Antwerp, Belgium                                |                        |      |
| Gen Con Paris         | 21-23 aprile 2006             | Parigi, Francia                                              | 4.000                  |      |
| Gen Con Paris 2007    | 25-27 maggio 2007             | Parigi, Francia                                              | 4.200                  |      |
| Gen Con Paris 2008    | 25-27 aprile 2008             | Parigi, Francia                                              | 9.000                  |      |

### 1994–2004: Gen Con Barcelona
| Evento                 | Data                | Località                              | Stima dei partecipanti | Note                |
| ---------------------- | ------------------- | ------------------------------------- | ---------------------- | ------------------- |
| Gen Con Barcelona 1994 | 11–13 novembre 1994 | Drassanes Reials, Barcellona, Spagna  |                        |                     |
| Gen Con Barcelona 1995 | 3–5 novembre 1995   | Drassanes Reials, Barcellona, Spagna  |                        |                     |
| Gen Con Barcelona 1996 | 15-17 novembre 1996 | Mercat del Born, Barcellona, Spagna   |                        |                     |
| Gen Con Barcelona 1999 | 9-11 aprile 1999    | Cotxeres de Sants, Barcellona, Spagna |                        |                     |
| Gen Con Barcelona      | 1-4 luglio 2004     | Palau Sant Jordi, Barcellona, Spagna  |                        | (evento su licenza) |

### 1998–2008: Gen Con UK
| Evento          | Data                          | Località                                              | Stima dei partecipanti | Note                |
| --------------- | ----------------------------- | ----------------------------------------------------- | ---------------------- | ------------------- |
| Gen Con UK 1998 | September 3–6, 1998           | Loughborough University, Leicestershire, Inghilterra  |                        |                     |
| Gen Con UK 1999 | 2-5 settembre 1999            | Loughborough University, Leicestershire, Inghilterra  |                        |                     |
| Gen Con UK 2000 | 31 agosto - 3 settembre 2000  | Manchester Conference Centre, Manchester, Inghilterra |                        |                     |
| Gen Con UK 2001 | 30 agosto - 2 settembre 2001  | Olympia 2, Londra, Inghilterra                        |                        |                     |
| Gen Con UK 2002 | agosto 29 – September 1, 2002 | Olympia 2, Londra, Inghilterra                        |                        |                     |
| Gen Con UK 2003 | 18-21 aprile 2003             | Olympia 2, Londra, Inghilterra                        |                        |                     |
| Gen Con UK 2004 | 14-17 ottobre 2004            | Minehead Butlins, Somerset, Inghilterra               |                        | (evento su licenza) |
| Gen Con UK 2005 | 3-6 novembre 2005             | Bognor Regis, West Sussex, Inghilterra                | 1.957                  | (evento su licenza) |
| Gen Con UK 2007 | 30 agosto – 2 settembre 2007  | Reading, Berkshire, Inghilterra                       | 1.746                  | (evento su licenza) |
| Gen Con UK 2008 | 28–31 agosto 2008             | Reading, Berkshire, Inghilterra                       |                        | (evento su licenza) |

### 1998–2000: Gen Con Benelux
| Evento               | Data                      | Località                      | Stima dei partecipanti | Note |
| -------------------- | ------------------------- | ----------------------------- | ---------------------- | ---- |
| Benelux Gen Con 1998 | 31 luglio – 2 agosto 1998 | Motel Tiel, Tiel, Paesi Bassi |                        |      |
| Gen Con Benelux 2000 | 23-24 settembre 2000      | Den Bosch, The Netherlands    |                        |      |

### 2003–2006: Gen Con SoCal
| Evento             | Data                | Località                                             | Stima dei partecipanti | Note |
| ------------------ | ------------------- | ---------------------------------------------------- | ---------------------- | ---- |
| Gen Con SoCal 2003 | 11-14 dicembre 2003 | ACC (Anaheim Convention Center), Anaheim, California | 4.148                  |      |
| Gen Con SoCal 2004 | 2-5 dicembre 2004   | ACC, Anaheim, California                             | 5.559                  |      |
| Gen Con SoCal 2005 | 18-20 novembre 2005 | ACC, Anaheim, California                             | 6.326                  |      |
| Gen Con SoCal 2006 | 16-19 novembre 2006 | ACC, Anaheim, California                             | 5.840                  |      |

### 2003–presente: Gen Con Indy
| Evento            | Data              | Località                                               | Stima dei partecipanti | Note             |
| ----------------- | ----------------- | ------------------------------------------------------ | ---------------------- | ---------------- |
| Gen Con Indy 2003 | 24-27 luglio 2003 | ICC (Indiana Convention Center), Indianapolis, Indiana | 25.000                 |                  |
| Gen Con Indy 2004 | 19–22 agosto 2004 | ICC, Indianapolis, Indiana                             | 21.741                 |                  |
| Gen Con Indy 2005 | 11–14 agosto 2005 | ICC, Indianapolis, Indiana                             | 25.106                 |                  |
| Gen Con Indy 2006 | 10–13 agosto 2006 | ICC, Indianapolis, Indiana                             | 21.250+                |                  |
| Gen Con Indy 2007 | 16–19 agosto 2007 | ICC, Indianapolis, Indiana                             | 27.000                 | 40th anniversary |
| Gen Con Indy 2008 | 14–17 agosto 2008 | Indianapolis, Indiana                                  | 28.600+                |                  |
| Gen Con Indy 2009 | 13–16 agosto 2009 | Indianapolis, Indiana                                  | 27.900+                |                  |
| Gen Con Indy 2010 | August 5–8, 2010  | Indianapolis, Indiana                                  | 30.046                 |                  |
| Gen Con Indy 2011 | 4-7 agosto 2011   | Indianapolis, Indiana                                  | 36.733                 |                  |
| Gen Con Indy 2012 | 16–19 agosto 2012 | Indianapolis, Indiana                                  | 41.000+                | 45th anniversary |
| Gen Con Indy 2013 | 15–18 agosto 2013 | Indianapolis, Indiana                                  | 49.058                 |                  |

### 2008–2009: Gen Con Australia
| Evento            | Data                 | Località                                                                        | Stima dei partecipanti | Note |
| ----------------- | -------------------- | ------------------------------------------------------------------------------- | ---------------------- | ---- |
| Gen Con Australia | 3-6 luglio 2008      | BCEC (Brisbane Convention & Exhibition Centre), Brisbane, Queensland, Australia | >10.000                |      |
| Gen Con Australia | 18-20 settembre 2009 | BCEC, Brisbane, Queensland, Australia                                           |                        |      |